# 苏廷玉题刻
“鳌石”题刻，位于厦门市翔安区新店街道澳头社区。2015年公布为厦门市第六批文物保护单位。鳌石二字行楷横题，每字高0.74米，宽0.53米，两旁分署直行楷书款：“道光癸卯”“苏廷玉书”。该题刻系清道光癸卯年（1843年）四川总督苏廷玉所题，因该石形如海中巨鳌，故名“鳌石”；“鳌石”也是苏廷玉的别号。同时村中另有苏廷玉所题“超旷”石刻。二者合称“苏廷玉题刻”或“苏廷玉题名石刻”。

## 历史

### 环境
所在地原为澳头村，在新店南7.7公里。本村农渔并举，是明代彬桂副使蒋芳镛、清嘉庆年署理四川总督苏廷玉、松江知府苏瑞书、州同苏光彩、参将蒋禧故里。存留有古渡头，是翔安一带的交通要津。相传200多年前，就有澳头人驾驶的帆船经厦门港直达新加坡。

### 人物
苏廷玉，字韫山、号鳌石、清湄，福建同安澳头人，清嘉庆十九年（1814年）进士，初授翰林庶吉士，后历任江苏松江知府、苏州知府、山东按察使、四川按察使、布政使和署理四川总督等职。为政深得民心，返回家乡后，致力于鸦片战争间的抗英斗争。擅长书法，著有《亦佳室文钞》和《从政杂录》。
道光十八年（1838年）七月，苏廷玉获旨署理四川总督。此时猓夷长年荼毒船民。苏廷玉为民处患，据实直陈历年夷害，请兵挞伐并拨付军饷以应急需，后以川税每两加征五钱，分十年摊还为计上奏。道光帝以“未能筹划完全”切责，革职留任。后被休官回家。道光二十三年（1843年），苏廷玉在其家乡澳头题写下该石刻。

## 保护

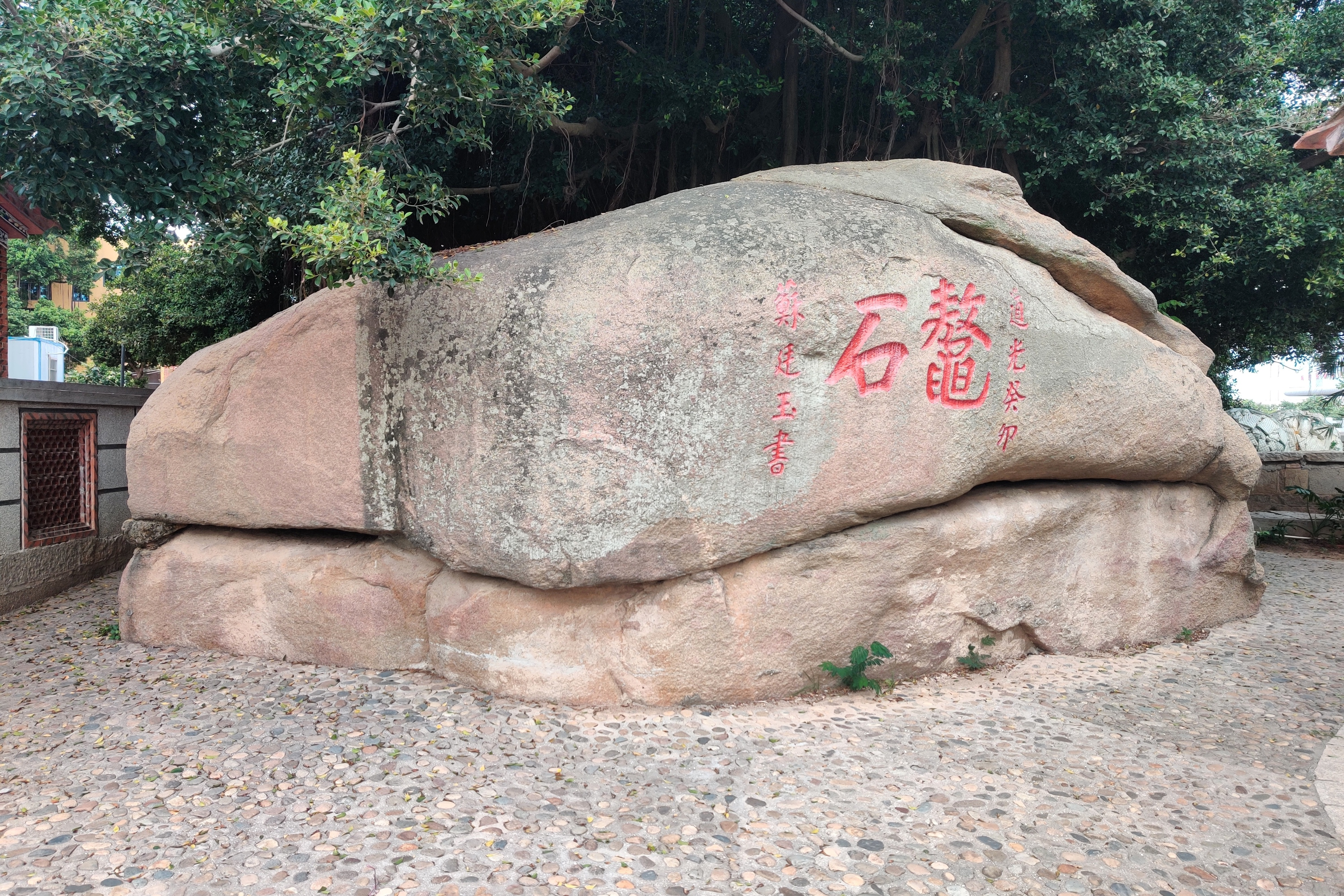
鳌石题刻细节

西面至现状村庄道路，东面至围墙，南面、北面相邻建筑。村中有78岁村民自费保护这处题刻。

## 延伸
澳头社区历史悠久，区内文物资源丰富，有意筹建村级博物馆。诸如蒋、苏氏家庙，新加坡爱国华侨蒋骥甫的侨房我素庐，村中的石狮巷、天旌节孝石坊及鳌石题刻均在第三次全国文物普查中被登记在翔安区不可移动文物名录中。
另一处由苏廷玉所题的“超旷”题刻镌刻于澳头临海的岩石上，每字高0.5米，宽0.48米，行楷横题，右署直行楷书款“道光癸卯”，左落草书款“苏廷玉书”。二者相距约百米。